# Sidi Brahim (Sidi Bel Abbès)
Sidi Brahim (în arabă سيدي ابراھيم) este o comună din provincia Sidi Bel Abbès, Algeria.
Populația comunei este de 10.371 de locuitori (2008).